# Federación Socialista Asturiana
La Federación Socialista Asturiana (FSA-PSOE) es una organización política de corte socialdemócrata que constituye la federación asturiana del Partido Socialista Obrero Español.

## Historia

### Fundación y primeros años
Tras la creación del PSOE el 2 de mayo de 1879, se irán organizando grupos socialistas en las principales localidades asturianas. De esta manera surge en 1891 la agrupación local de Gijón, a la que sigue la de Oviedo en 1892 y las de Mieres y Sama de Langreo en 1897. Entre los años 1899 y 1901 el socialismo arraiga en Asturias y finalmente el 27 de enero de 1901 se celebra en el Centro Obrero de Oviedo el Congreso fundacional de la Federación Socialista Asturiana del Partido Socialista Obrero Español (FSA-PSOE). Manuel Vigil Montoto es elegido presidente del primer Comité Provincial.

### Segunda República y Guerra Civil
En 1934, la FSA-PSOE formó parte de la alianza obrera formalizada en la UHP y estuvo de acuerdo con el pacto suscrito entre el sindicato socialista UGT y la Confederación Regional del Trabajo de Asturias, León y Palencia de la organización anarcosindicalista CNT. La UHP —a la que se le irían sumando luego otras organizaciones obreras— tuvo una importancia significativa en la Revolución de 1934.

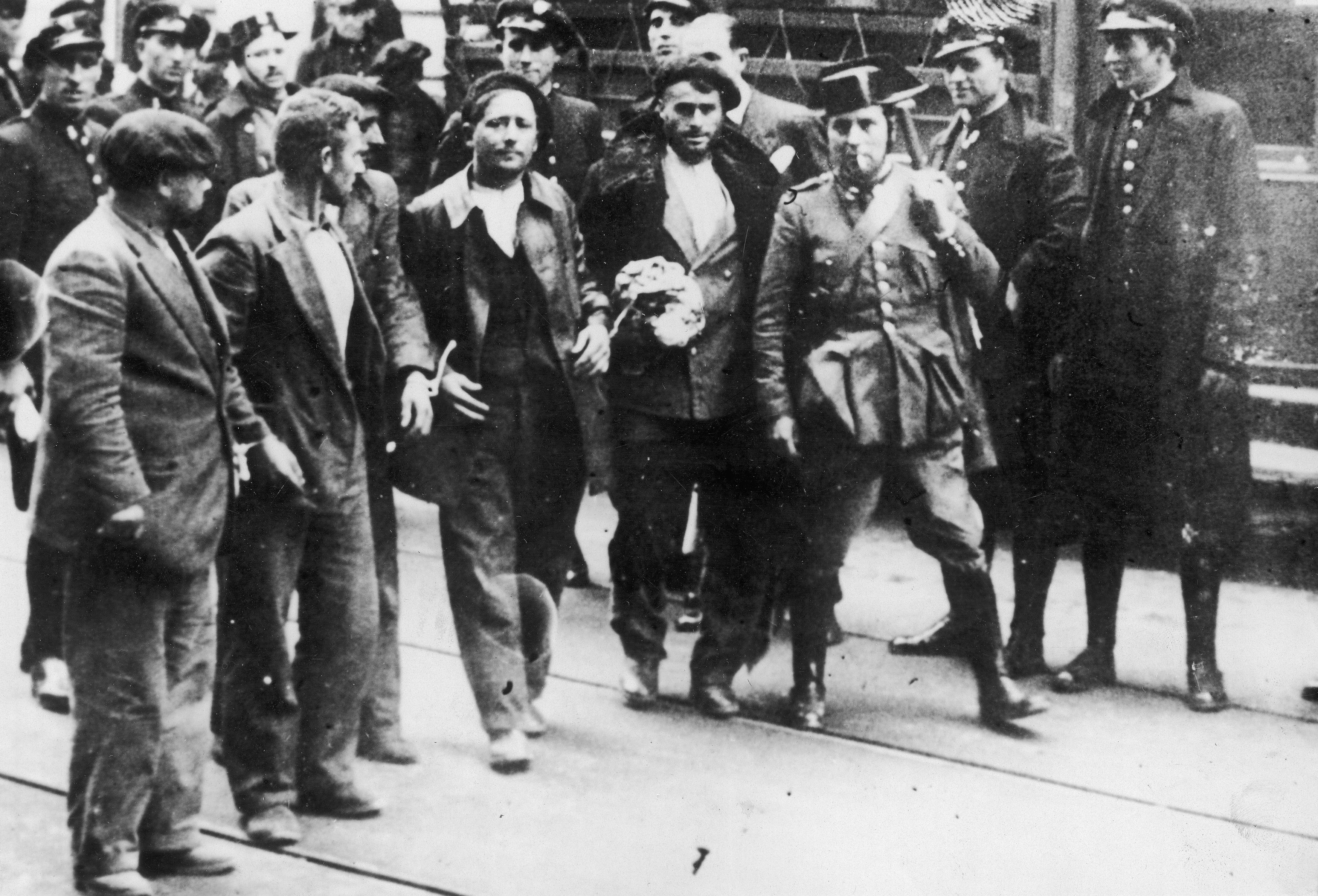
Un grupo de trabajadores siendo detenido por la Guardia de Asalto durante la Revolución de 1934 en Asturias. La FSA fue uno de los partidos que apoyó la revuelta.

Durante la Guerra Civil, el socialista Belarmino Tomás presidirá el Consejo Interprovincial de Asturias y León, transformado luego en Consejo Soberano de Asturias y León.

### Transición y democracia
Tras el franquismo y con el advenimiento de la democracia, la FSA recobra el protagonismo. Rafael Luis Fernández Álvarez presidirá los dos gobiernos del Consejo Regional de Asturias, órgano preautonómico que rigirá Asturias de 1978 a 1982, así como el primer gobierno preelectoral del Principado de Asturias. El domingo 14 de mayo de 1978, Felipe González y Tierno Galván darán un mitin en el estadio de fútbol de El Molinón de Gijón al que asistieron 25.000 personas.
La FSA-PSOE conseguirá alcanzar la Presidencia del Principado en 1983 con Pedro de Silva Cienfuegos-Jovellanos. En 1991 le sucede Juan Luis Rodríguez-Vigil Rubio, quien tras presentar la dimisión por el escándalo del Petromocho será sustituido por Antonio Trevín Lombán en 1993. Tras una legislatura en la oposición, la FSA consigue en 1999 de la mano Vicente Álvarez Areces acceder de nuevo al gobierno autonómico -gracias en parte a la inestabilidad generada por la ruptura de Sergio Marqués con el PP, fundando la URAS, en 1998-.
Tras los seis meses del gobierno en minoría de Francisco Álvarez-Cascos, presidente por Foro Asturias, la FSA recuperó en 2012 la presidencia de Asturias con Javier Fernández Fernández. Fue reelegido en las elecciones de mayo de 2015.

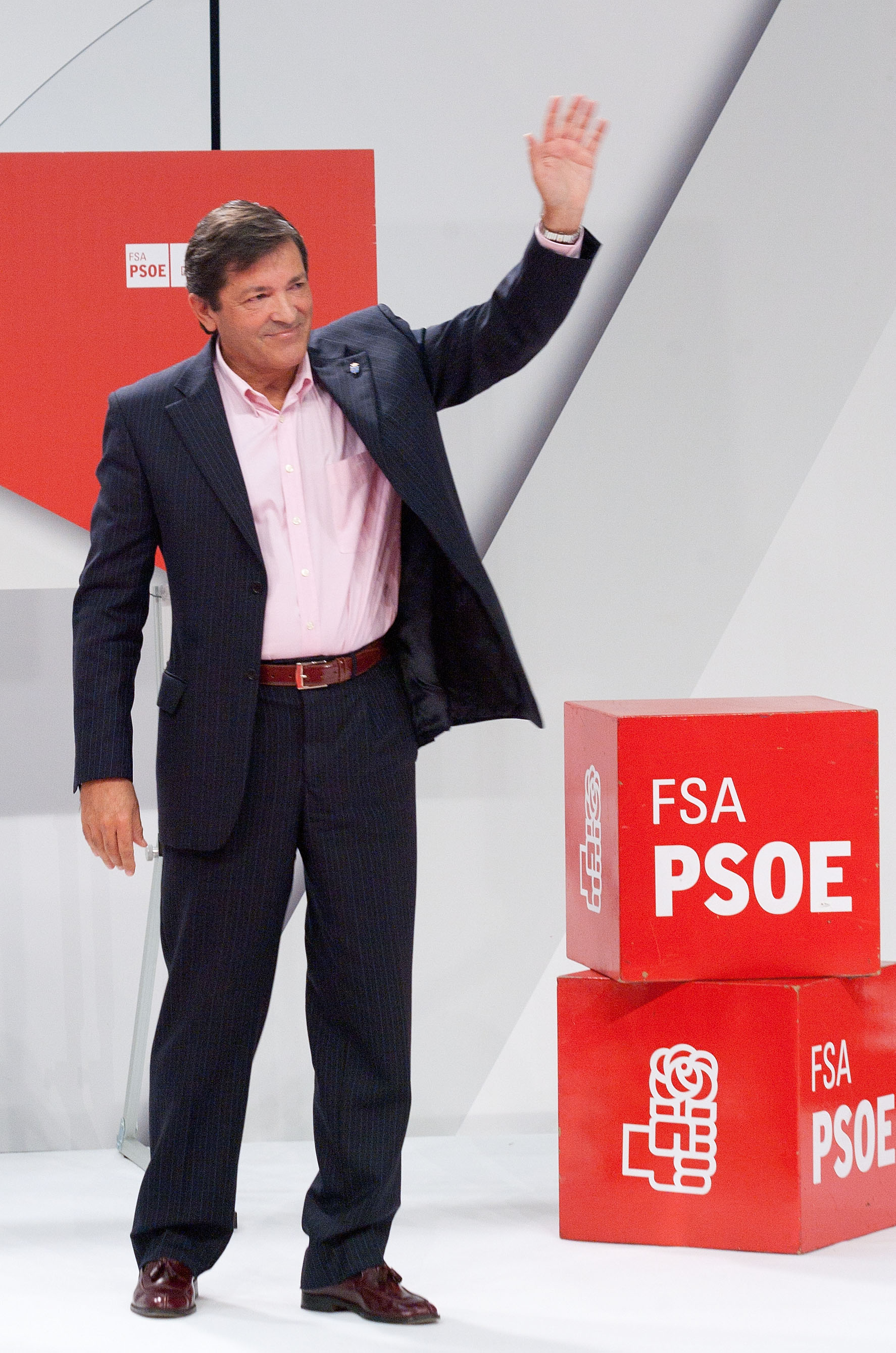
Javier Fernández, secretario general de la FSA desde 2000 hasta 2017, en un mitin en Mieres.

En la crisis del PSOE del 2016, emergió un nuevo liderazgo en la FSA-PSOE que desembocó en el 32 congreso y la elección de Adrián Barbón como Secretario General el 1 de octubre de 2017.
El propio secretario general fue el cabeza de lista de las elecciones autonómicas el 26 de mayo de 2019, obteniendo seis escaños más que los obtenidos por Javier Fernández en 2015. Adrián Barbón tomó posesión como Presidente del Principado de Asturias el 20 de julio de 2019.

#### Lista de Secretarios Generales de la FSA-PSOE desde 1975
| Nombre                     | Periodo         | Ref.          |
| -------------------------- | --------------- | ------------- |
| Jesús Sanjurjo González    | 1975-1977       | [ 12 ] [ 13 ] |
| Rafael Fernández Álvarez   | 1977-1978       | [ 12 ] [ 13 ] |
| Jesús Sanjurjo González    | 1978-1988       | [ 12 ] [ 13 ] |
| Luis Martínez Noval        | 1988-2000       | [ 14 ]        |
| Javier Fernández Fernández | 2000-2017       | [ 15 ]        |
| Adrián Barbón Rodríguez    | 2017-actualidad | [ 10 ]        |

## Comisión Ejecutiva Autonómica de la Federación Socialista Asturiana
La Comisión Ejecutiva Autonómica de la Federación Socialista Asturiana elegida en el 33 Congreso de la FSA-PSOE, el 20 de marzo de 2022, está compuesta actualmente por la Secretaría General, la Presidencia de honor, 14 áreas políticas con sus correspondientes secretarías y 2 secretarías ejecutivas.
| Organigrama de la Comisión Ejecutiva Autonómica de la FSA-PSOE                  | Organigrama de la Comisión Ejecutiva Autonómica de la FSA-PSOE |
| ------------------------------------------------------------------------------- | -------------------------------------------------------------- |
| Presidencia de Honor                                                            | Pablo García                                                   |
| Secretaría General                                                              | Adrián Barbón                                                  |
| Vicesecretaria General, Organización y Coordinación                             | Rita Camblor                                                   |
| Vicesecretaria General, Acción Política e Institucional                         | Adriana Lastra                                                 |
| Secretaria de Acción Electoral y Estrategia                                     | Clara Sierra                                                   |
| Secretario de Medio Ambiente, Planificación Territorial y Políticas LGTBI.      | Álvaro Valle del Río                                           |
| Secretario de Comunicación y Redes                                              | Iván González                                                  |
| Secretaria de Justicia, Derechos y Libertades                                   | María Martín                                                   |
| Secretaria de Política Municipal                                                | Noelia Macías                                                  |
| Secretaria de Igualdad                                                          | Vanesa Fernández                                               |
| Secretario de Economía, Industria y Empleo                                      | Luis Montes                                                    |
| Secretaria de Bienestar Social y Ciudadanía                                     | María Fernández                                                |
| Secretaria de Cultura                                                           | Lara Martínez                                                  |
| Secretaria de Medio Rural, Agricultura, Ganadería e Impulso Demográfico         | Alba Álvarez                                                   |
| Secretaria de Cultura y Deporte                                                 | Lucía Falcón                                                   |
| Secretaria de Salud                                                             | Alicia Peña                                                    |
| Área de Organización                                                            |                                                                |
| Secretaría ejecutiva de Coordinación Territorial                                | Julio Tamés Sordo                                              |
| Secretaría ejecutiva de Formación y Programas                                   | Roberto García Morís                                           |
| Secretaría de Justicia, Derechos y Libertades                                   |                                                                |
| Secretaria ejecutiva de Memoria Democrática                                     | Verónica Noval Gutiérrez                                       |
| Área de Política Municipal                                                      |                                                                |
| Secretario ejecutivo de alternativas de Gobiernos Locales, Mar y Pesca          | Jorge Suárez García                                            |
| Secretaria ejecutiva de Pequeños Municipios                                     | Rosa Rodríguez González                                        |
| Secretaria del Suroccidente                                                     | Mercedes Otero                                                 |
| Secretario del Noroccidente                                                     | Carlos Valle                                                   |
| Secretario del Oriente                                                          | Iván Allende                                                   |
| Área de Igualdad                                                                |                                                                |
| Secretaría ejecutiva de lucha contra la violencia machista                      | Clara María García Pérez                                       |
| Área de Economía, Industria y Empleo                                            |                                                                |
| Secretaria ejecutiva de Trabajadores/as Autónomos, Empleo y Reindustrialización | Elena Zapico Pando                                             |
| Secretaria ejecutiva de Turismo                                                 | Sandra Cuesta Fanjul                                           |
| Secretario ejecutivo de Transportes                                             | Iván López                                                     |
| Área de Bienestar Social y Ciudadanía                                           |                                                                |
| Secretaria ejecutiva de Educación, Política Llingüística y Universidad          | María Luz Pontón Álvarez                                       |
| Secretaria ejecutiva de Movimientos Sociales y Migraciones.                     | Carmen Saras Blanco                                            |
| Secretaria ejecutiva de Mayores, Servicios Sociales e Infancia                  | Ana Blanco Posada                                              |
| Secretarías Ejecutivas                                                          |                                                                |
| Juan Cofiño                                                                     |                                                                |
| José Luis Alperi                                                                |                                                                |

Desde el 33 Congreso de la FSA-PSOE, a las reuniones de la Comisión Ejecutiva Autonómica acude el presidente del Principado y, en el caso de que sea Secretario General de la FSA, participa en ellas la persona que legalmente lo sustituya en el Consejo de Gobierno siempre y cuando sea militante del PSOE (actualmente, la vicepresidenta, Gimena Llamedo)
Asisten también a las reuniones de la Comisión Ejecutiva Autonómica, en calidad de miembros natos de la misma, los militantes socialistas que ostenten los siguientes cargos:
- Portavocía del Grupo Parlamentario Socialista en la Junta General del Principado de Asturias, actualmente ocupada por Dolores Carcedo.
- Secretaría general de las Juventudes Socialistas de Asturias actualmente ocupada por Olaya Rosell.
- Presidencia de la Federación Asturiana de Concejos, actualmente ocupada por Cecilia Pérez Sánchez.

## Resultados electorales

#### Elecciones a la Junta General del Principado de Asturias
| Convocatoria                                                     | Votos   | Votos   | Escaños | Gobierno                                                                 | Líder                     |
| ---------------------------------------------------------------- | ------- | ------- | ------- | ------------------------------------------------------------------------ | ------------------------- |
| Elecciones a la Junta General del Principado de Asturias de 1983 | 293 320 | 51.96 % | 26/45   | Mayoría absoluta                                                         | Pedro de Silva            |
| Elecciones a la Junta General del Principado de Asturias de 1987 | 222 326 | 38.85 % | 20/45   | Gobierno en minoría                                                      | Pedro de Silva            |
| Elecciones a la Junta General del Principado de Asturias de 1991 | 218 193 | 41.02 % | 21/45   | Gobierno en minoría                                                      | Juan Luis Rodríguez-Vigil |
| Elecciones a la Junta General del Principado de Asturias de 1995 | 219 527 | 33.83 % | 17/45   | Oposición                                                                | Antonio Trevín            |
| Elecciones a la Junta General del Principado de Asturias de 1999 | 284 972 | 46.00 % | 24/45   | Mayoría absoluta                                                         | Vicente Álvarez Areces    |
| Elecciones a la Junta General del Principado de Asturias de 2003 | 250 474 | 40.48 % | 22/45   | Gobierno de coalición con IU                                             | Vicente Álvarez Areces    |
| Elecciones a la Junta General del Principado de Asturias de 2007 | 252 201 | 42.04 % | 21/45   | Gobierno en minoría (2007-2008) Gobierno de coalición con IU (2008-2011) | Vicente Álvarez Areces    |
| Elecciones a la Junta General del Principado de Asturias de 2011 | 179 619 | 29.92 % | 15/45   | Oposición                                                                | Javier Fernández          |
| Elecciones a la Junta General del Principado de Asturias de 2012 | 161 154 | 32.01 % | 17/45   | Gobierno en minoría                                                      | Javier Fernández          |
| Elecciones a la Junta General del Principado de Asturias de 2015 | 143 851 | 26.48 % | 14/45   | Gobierno en minoría                                                      | Javier Fernández          |
| Elecciones a la Junta General del Principado de Asturias de 2019 | 185 422 | 35.25 % | 20/45   | Gobierno en minoría                                                      | Adrián Barbón             |
| Elecciones a la Junta General del Principado de Asturias de 2023 | 195 999 | 36.49 % | 19/45   | Gobierno de coalición con IU                                             | Adrián Barbón             |

#### Elecciones Generales
| Convocatoria                                        | Votos   | Votos   | Escaños |
| --------------------------------------------------- | ------- | ------- | ------- |
| Elecciones generales de España de 1977              | 182 850 | 31.74 % | 4/10    |
| Elecciones generales de España de 1979              | 200 346 | 37.28 % | 4/10    |
| Elecciones generales de España de 1982              | 339 575 | 52.13 % | 6/10    |
| Elecciones generales de España de 1986              | 278 946 | 45.99 % | 5/9     |
| Elecciones generales de España de 1989              | 248 584 | 40.56 % | 4/9     |
| Elecciones generales de España de 1993              | 271 877 | 39.32 % | 4/9     |
| Elecciones generales de España de 1996              | 288 558 | 39.85 % | 4/9     |
| Elecciones generales de España de 2000              | 241 830 | 37.02 % | 3/9     |
| Elecciones generales de España de 2004              | 305 240 | 43.38 % | 4/8     |
| Elecciones generales de España de 2008              | 326 477 | 46.93 % | 4/8     |
| Elecciones generales de España de 2011              | 185 526 | 29.34 % | 3/8     |
| Elecciones generales de España de 2015              | 145 113 | 23.29 % | 2/8     |
| Elecciones generales de España de 2016              | 147 920 | 24.87 % | 2/8     |
| Elecciones generales de España de abril de 2019     | 207 586 | 33.13 % | 3/7     |
| Elecciones generales de España de noviembre de 2019 | 186 211 | 33.27 % | 3/7     |
| Elecciones generales de España de 2023              | 202 280 | 34.37 % | 2/7     |

#### Elecciones municipales de Asturias
| Convocatoria                               | Votos   | Votos   | Concejales |
| ------------------------------------------ | ------- | ------- | ---------- |
| Elecciones municipales de 2007 en Asturias | 234 562 | 39.72 % | 444/948    |
| Elecciones municipales de 2011 en Asturias | 178 896 | 29.87 % | 382/946    |
| Elecciones municipales de 2015 en Asturias | 149 209 | 27.52 % | 399/942    |
| Elecciones municipales de 2019 en Asturias | 187 555 | 35.31 % | 437/928    |
| Elecciones municipales de 2023 en Asturias | 170 767 | 32.08 % | 395/922    |